# جاي أنتوني بلير
جاي أنتوني بلير هو فيلسوف كندي، ولد في 12 أغسطس 1941.